# Básico Instinto
Básico Instinto é o terceiro e, até o presente momento, último álbum do cantor brasileiro Fausto Fawcett. Foi lançado em 18 de junho de 1993 pelo selo Chaos (uma atualmente extinta subsidiária da Sony Music).
Ao contrário de seus dois predecessores, Básico Instinto não conta com a participação da banda de apoio de Fawcett Os Robôs Efêmeros; para este lançamento ele veio a criar um novo projeto, a "Falange Moulin Rouge", composta por muitos músicos brasileiros populares à época, como Dado Villa-Lobos (do Legião Urbana), Dé Palmeira (do Barão Vermelho), Ary Dias (d'A Cor do Som) e João Barone (d'Os Paralamas do Sucesso). Laufer, parceiro de Fausto na grande maioria das músicas de sua carreira, incluindo "Kátia Flávia" e "Rio 40 Graus", foi o único membro original d'Os Robôs Efêmeros a permanecer na Falange Moulin Rouge. O conjunto de pagode Grupo Raça fez uma participação especial na faixa "Pagode da Lourinha".
Mais elaborado, experimental e instrumentalmente diverso do que os dois álbuns anteriores de Fawcett, ele o descreve como um "teatro de revista samba-funk" baseado em seus livros Santa Clara Poltergeist (1990) e Básico Instinto (1992). Depois do lançamento do álbum Fawcett continuou a tocar ao redor do Brasil com a Falange Moulin Rouge até decidir parar de gravar álbuns para dedicar-se exclusivamente à sua carreira literária.

## Faixas
| N.º | Título                                  | Compositor(es)                                                                                 | Duração |  |
| 1.  | "Básico Instinto"                       | Alexandre Agra, Fausto Fawcett, Fred Nascimento, Luciano Kurban                                | 4:40    |  |
| 2.  | "Katia Talismã"                         | Fausto Fawcett, Laufer                                                                         | 4:13    |  |
| 3.  | "Gisele"                                | Fausto Fawcett, Laufer                                                                         | 3:29    |  |
| 4.  | "Regininha"                             | Fausto Fawcett, Laufer, Dé Palmeira                                                            | 3:37    |  |
| 5.  | "Numa Boate Qualquer"                   | Fausto Fawcett, Laufer, Marcelo de Alexandre                                                   | 2:55    |  |
| 6.  | "Marinara"                              | Fausto Fawcett, Laufer                                                                         | 3:35    |  |
| 7.  | "Santa Clara Poltergeist II"            | Fausto Fawcett, Laufer                                                                         | 4:39    |  |
| 8.  | "Pagode da Lourinha" (part. Grupo Raça) | Fausto Fawcett, Laufer                                                                         | 4:23    |  |
| 9.  | "Sodoma, Gomorra"                       | Dé Palmeira, Fausto Fawcett                                                                    | 2:34    |  |
| 10. | "K.G.L.R.M."                            | Fausto Fawcett, Laufer, Dé Palmeira                                                            | 3:39    |  |
| 11. | "Te Adoro, Mas Não Tô a Fim"            | Fausto Fawcett, Laufer, Billy Brandão, Dé Palmeira, Eduardo Lyra, João Barone, Paulo Futura    | 1:13    |  |
| 12. | "Groove" (instrumental)                 | Fausto Fawcett, Laufer, Dado Villa-Lobos, Dé Palmeira, Eduardo Lyra, João Barone, Paulo Futura | 2:09    |  |
| 13. | "Básico Instinto (Vinheta Forró)"       | Alexandre Agra, Fausto Fawcett, Fred Nascimento, Luciano Kurban                                | 1:20    |  |

## Ficha técnica
- Fausto Fawcett – vocais
- Laufer – guitarra
- Dado Villa-Lobos – guitarra
- Dé Palmeira – baixo
- João Barone – bateria
- Ary Dias – percussão
- Paulo Futura – DJ
- Marinara Costa – vocais adicionais
- Katia Bronstein – vocais adicionais e vocal principal em Kátia Talismã
- Regininha Poltergeist – vocais adicionais
- Gisele Rosa – vocais adicionais
- Grupo Raça – vocais adicionais, arranjos (faixa 8)
- Carlos Savalla – produção
- Jorge Davidson – direção de arte